# Alberto Pagliarini
Alberto Pagliarini (Novara, 26 gennaio 1905 – Novara, 31 dicembre 1976) è stato un calciatore italiano, di ruolo centrocampista.

## Carriera
Debutta con il Novara nel campionato di Prima Divisione 1923-1924 per un totale di 8 presenze. A partire dal campionato di Divisione Nazionale 1927-1928 gioca per altre due stagioni in massima serie totalizzando 42 presenze. Con i piemontesi disputa altri quattro campionati di Serie B per un totale di 99 presenze e 7 reti.
Lascia il Novara nel 1933, disputando in seguito altri due campionati di Serie B con il Catania.